# Драйсиг, Антон
Иоганн Антон Драйсиг (нем. Johann Anton Dreyssig; 13 января 1774, Лойтерсдорф — 28 января 1815, Дрезден) — немецкий органист и хоровой дирижёр.

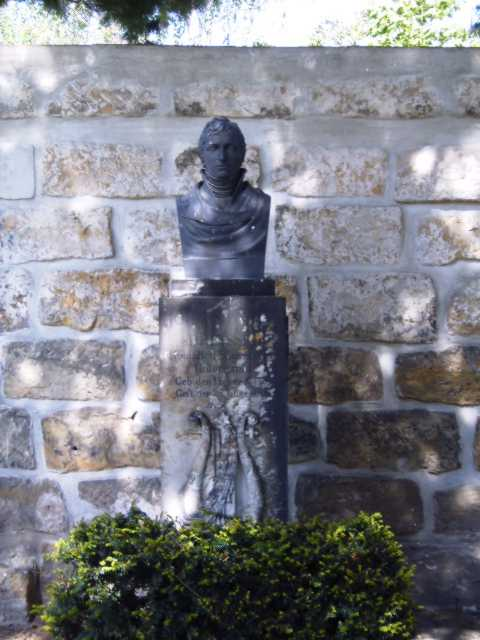
Бюст Антона Драйсига на его могиле на Старом католическом кладбище Дрездена

Работал в Дрездене придворным органистом. В 1807 году, взяв за образец Берлинскую певческую академию, при поддержке городского советника Кёрнера основал Певческую академию Драйсига — хоровой коллектив, на протяжении последующего полувека игравший важную роль в музыкальной жизни Саксонии; в 1811 году посетил руководителя Берлинской академии Карла Фридриха Цельтера, чтобы перенять его опыт.
С 1809 года входил в дрезденскую масонскую ложу «Zum goldenen Apfel».
Этого Драйссига не следует путать с другим Антоном Драйссигом, первой флейтой Венской придворной оперы, родившимся в том же Лойтерсдорфе, но в 1753 или 1754 году.